# Sesto San Giovanni
Sesto San Giovanni là một đô thị ở tỉnh Milano, vùng Lombardia, Italia. Đô thị này có diện tích 11,7 km2, dân số là 81.279 người. Đây là một bộ phận của vùng đô thị Milano.